# 大布赫瓦尔德
大布赫瓦尔德是德国石勒苏益格－荷尔斯泰因州的一个市镇。总面积8.95平方公里，总人口352人，其中男性174人，女性178人（2011年12月31日），人口密度39人/平方公里。